# Haití en los Juegos Paralímpicos
Haití en los Juegos Paralímpicos está representado por el Comité Paralímpico Nacional de Haití, miembro del Comité Paralímpico Internacional.
Ha participado en cinco ediciones de los Juegos Paralímpicos de Verano, su primera presencia tuvo lugar en Pekín 2008. El país no ha obtenido ninguna medalla en las ediciones de verano.
En los Juegos Paralímpicos de Invierno Haití no ha participado en ninguna edición.

## Medallero

### Por edición
Juegos Paralímpicos de Verano
| Evento              | Oro | Plata | Bronce | Total |
| ------------------- | --- | ----- | ------ | ----- |
| Pekín 2008          | 0   | 0     | 0      | 0     |
| Londres 2012        | 0   | 0     | 0      | 0     |
| Río de Janeiro 2016 | 0   | 0     | 0      | 0     |
| Tokio 2020          | 0   | 0     | 0      | 0     |
| París 2024          | 0   | 0     | 0      | 0     |
| TOTAL               | 0   | 0     | 0      | 0     |